# St. Peter’s (Kanada)
St. Peter’s (do 1650 San Pedro, 1650–1713 St. Pierre, od 1713 forma współczesna – pierwotnie wariant St. Peters) – wieś (village) w kanadyjskiej prowincji Nowa Szkocja, w hrabstwie Richmond, przy drodze dalekobieżnej Highway 104.
Miejscowość, założona w 1521 jako stacja rybacka przez Portugalczyków, przeszła od 1650 pod władanie francuskie, by na mocy traktatu utrechckiego (1713) stać się posiadłością brytyjską, pomimo tych zmian zawsze nosiła semantycznie identyczne miano (najpierw portugalskie San Pedro, następnie francuskie St. Pierre, w końcu angielskie St. Peter’s (dawny wariant St. Peters)). Zimą 1668/1669 zniszczona w pożarze, w wyniku którego opuścił ją rezydujący tu od kilkunastu lat Nicolas Denys.